# Soyouz 18a
Soyouz 18a, aussi appelé Soyouz 7K-T No.39 ou Soyouz 18-1, était une mission Soyouz lancée par l'Union soviétique le 5 avril 1975 mais qui n'atteignit pas l'orbite à cause d'un dysfonctionnement, mais l'équipage a pu être récupéré sain et sauf.

## Objectif
La mission Soyouz 18 devait transporter le deuxième équipage de la station spatiale Saliout 4. Les deux cosmonautes embarqués, Vasili Lazarev et Oleg Makarov, effectuaient  leur seconde mission. Tous deux avaient effectué leur premier vol dans le cadre de la mission Soyouz 12 (septembre 1973) chargée de tester le vaisseau Soyouz.

## Déroulement
Le lancement se déroula comme prévu jusqu'à T+288,6 s, à 192 km d'altitude, quand les deuxième et troisième étages du lanceur opérèrent leur séparation. Quelques secondes avant la séparation, une vibration anormale commanda l'explosion prématurée de certains des boulons explosifs de jonction des deux étages, le choc de ces tirs détruisit les commandes électriques des autres boulons. Au moment prévu, la séparation ne se fit pas.
Les moteurs du troisième étage s'allumèrent alors que le second était toujours partiellement attaché, ce qui dévia le lanceur de sa trajectoire nominale. À T+295 s, la déviation était devenue suffisamment importante pour que le système de sauvetage se déclenche et allume les moteurs du Soyouz pour l'éjecter du troisième étage. La tour de sauvetage est larguée après 160 s de vol, donc bien plus tôt,.
Au moment de l'éjection du Soyouz, la fusée était à 180 km d'altitude, volant à 5,5 km/s et déjà en train de pointer vers le bas ce qui fait qu'au lieu de subir les 15 g prévus dans une telle situation d'urgence, les cosmonautes endurèrent jusqu'à 21,3 g (209 m/s2) durant la manœuvre d'échappement. Malgré les contraintes intenses, les parachutes de secours fonctionnèrent correctement et ramenèrent l'équipage à terre après seulement 21 minutes de vol.
Le module atterrit dans une région rocailleuse et dévala une pente menant à une falaise, mais fut par chance retenu par un des parachutes qui s'accrocha à un arbre. L'équipage s'extrait de sa capsule mais ils ne savaient pas s'ils étaient tombés en Russie ou en Chine avec qui les rapports étaient à l'époque tendus, le commandant Lazarev détruisit alors les documents relatifs à une expérience militaire secrète. Une demi-heure plus tard, ils furent survolés par un hélicoptère russe qui ne parvint pas à les récupérer. L'équipage refusant l'assistance immédiate mais risquée de parachutistes, attendra 24 heures avant de pouvoir enfin être hélitreuillé.
Il fut révélé bien plus tard que le point de chute se situait en Mongolie, près de la frontière soviétique.
Leur prime de vol de 3 000 roubles leur fut refusée et ils durent en appeler à Brejnev pour obtenir gain de cause.

## Conséquences
À l'époque de Brejnev, il était rare que les échecs du programme spatial soient dévoilés, si bien que le premier communiqué soviétique sur ce vol ne fut publié qu'en 1983 dans le journal militaire Bannière rouge.
L'échec de ce vol avait été connu à l'Ouest bien auparavant, car il eut lieu pendant la préparation de la mission Apollo-Soyouz, obligeant les Soviétiques à en tenir informés les Américains (il y eut même une enquête du Congrès US sur cet incident et d'autres). Il s'avéra que le lanceur utilisé pour Soyouz 18a était d'un modèle plus ancien que celui prévu pour la mission Apollo-Soyouz de juillet. Dans le rapport que les Soviétiques fournirent aux Américains, ils faisaient référence à cet échec par le terme « anomalie du 5 avril » et il resta pendant des années la désignation officielle.
La mission Soyouz 18a est le premier accident de lanceur habité à haute altitude, un second a lieu le 11 octobre 2018 avec Soyouz MS-10. Son nom, parfois écrit Soyouz 18-1, provient du fait que les Soviétiques ne numérotaient pas les lancements ratés (la mission Soyouz 18 est officiellement la suivante, en mai 1975).

## Équipage
Les nombres entre parenthèses indiquent le nombre de vols spatiaux effectués par chaque individu jusqu'à cette mission incluse.
- Vasili Lazarev (2)
- Oleg Makarov (2)